# Richard Briers
Richard Briers, född 14 januari 1934 i Raynes Park, Surrey, död 17 februari 2013 i London, var en brittisk skådespelare.

## Filmografi i urval
- Girls at Sea (1958)
- Bottoms Up (1960)
- The Girl on the Boat (1961)
- 4.50 från Paddington (1961)
- A Matter of WHO (1961)
- Doctor in Distress (1963)
- The Bargee (1964)
- Fathom (1967)
- All the Way Up (1970)
- Rentadick (1972)
- Roobarb (1974)
- Livet är grönt (1975-1978) TV-serie
- Den långa flykten (1978)
- A Chorus of Disapproval (1989)
- Henrik V (1989)
- Peter's Friends (1992)
- Mycket väsen för ingenting (1993)
- Frankenstein (1994)
- A Midwinter's Tale (1995)
- Hamlet (1996)
- Spiceworld (1997)
- Kärt besvär förgäves (2000)
- Karl för sin kilt (2000-2002) TV-serie
- Unconditional Love (2002)
- Peter Pan (2003)
- As You Like It (2006)
- Run For Your Wife (2012)
- Cockneys vs Zombies (2012)